# Andreas Scarander den äldre
Andreas Scarander den äldre, född omkring 1670, död 12 februari 1739 i Falun, var en svensk organist.

## Biografi
Som gesäll till domkyrkoorganisten Christian Zellinger  i Uppsala vikarierade Scarander för denne 1686–1690 men församlingen "hade inget nöje av honom". Han sökte 1689 organisttjänsten vid Västerås domkyrka men denna tilldelades Daniel Grönwald från Lindesberg. När han för andra gången sökte tjänsten som organist i Sala församling antogs han 1693. Från 1699 var han organist i Stora Kopparbergs församling. Från 1703 spelade han i aftonsången i Kristine kyrka, Falun. Som orgelsakkunnig inventerade han orgeln i Strängnäs 1695, Leksands kyrkas positiv 1701 och orgeln i Sala 1710. En elev till Andreas Scarander den äldre var Johan Sundstén (född 1701, död 1749), organist i Svärdsjö 1732-1749. Han undervisades 1716-1720 i klaver och violin. Scarander dog i Falun 12 februari 1739.
Scarander gifte sig senast 1695 med Margareta Falck. En son var musikern Andreas Scharander den yngre.